# Cerberus (téléfilm)
Pour les articles homonymes, voir Cerbère (homonymie).
Pour plus de détails, voir Fiche technique et Distribution.
Cerberus est un téléfilm fantastique réalisé par John Terlesky et diffusé le 29 octobre 2005 sur Sci Fi Channel.
En France, le téléfilm est sorti en DVD le 4 avril 2007 sous le titre Le Gardien des enfers.

## Synopsis
Des chasseurs de reliques sans scrupules ont retrouvé l'endroit où est enfouie l'épée d'Attila le Hun qui serait selon la légende gardée par un monstre mythique, le Cerbère à trois têtes. Marcus Cutter fait enlever Zach Gaines, le frère cadet du docteur Samantha Gaines, la spécialiste de cette légende. Il la fait ramener en Roumanie pour l'obliger à trouver l'épée. Mais la chasse au trésor devient un cauchemar quand la créature traverse la porte infernale et tue tout le monde sur son passage...

## Fiche technique
- Tire original : Cerberus
- Titre français : Le Gardien des enfers
- Réalisateur : John Terlesky
- Scénario : Raul Inglis et John Terlesky
- Productrices : Lisa M. Hansen et Patti Long
- Coproducteurs : Neil Elman et Vicki L. Sawyer
- Producteur exécutif : Paul Hertzberg
- Coproducteurs exécutifs : Alan B. Bursteen et David Bursteen
- Musique : Neal Acree et Aldo Shllaku
- Directeur de la photographie : Viorel Sergovici
- Montage : Daniel Duncan
- Décors : Maria Peici
- Effets spéciaux de maquillage : John L. Healy
- Effets spéciaux : Mihai Tudoran
- Effets visuels : Scott Wheeler
- Production : Cinetel Films
- Distribution : The Sci-Fi Channel
- Durée : 92 minutes
- Budget : 1 700 000 $ (estimé)
- Langue : anglais
- Pays :  États-Unis
 Roumanie

## Distribution
- Sebastian Spence : Jake Addams
- Emmanuelle Vaugier : Docteur Samantha Gaines
- Greg Evigan : Marcus Cutter
- Brent Florence : Zach Gaines
- Michael Cory Davis : Burke
- Garret Sato : Kul Jae Sung
- Bogdan Uritescu : Max
- Gabi Andronache : Attila le hun
- Chuck Caudill Jr. : Reinholdt
- KB Nau : Knipstrom
- Gelu Nitu : Radu
- Catalin Paraschiv : Dorsey